# Premier League 2024-2025 (Singapore)
La Singapore Premier League 2024-2025, anche nota come AIA Singapore Premier League 2024-2025 per motivi di sponsorizzazione, è stata la 7ª edizione della massima serie del campionato di calcio di Singapore, iniziata l'11 maggio 2024 e terminata il 24 maggio 2025. L'Albirex Niigata Singapore era la squadra campione in carica.
La competizione è stata vinta dai Lion City Sailors, al loro quarto titolo nazionale.

## Stagione

### Novità
Il campionato ha adottato, per la prima volta dal rebranding della competizione, la formula dall'autunno alla primavera. Non essendo presente una serie inferiore, il campionato precedente non ha avuto alcuna retrocessione e le squadre al via sono le stesse 9 dell'edizione 2023.

### Formula
Le 9 squadre partecipanti si affrontano in un girone all'italiana con due partite di andata e due di ritorno, per un totale di 32 giornate. Al termine della stagione, la squadra prima classificata è campione di Singapore e ottiene la qualificazione per la AFC Champions League Two 2025-2026 insieme con la seconda. Non è prevista alcuna retrocessione.

## Squadre partecipanti
Come da consuetudine, al campionato di Singapore partecipa la squadra del DPMM, proveniente dal Brunei. L'Albirex Niigata Singapore è per la prima volta considerato una squadra locale, mentre fino alla stagione precedente fungeva di fatto da seconda squadra dell'Albirex Niigata, compagine giapponese.
| Club                      | Stagione precedente            |
| ------------------------- | ------------------------------ |
| Albirex Niigata Singapore | Campione di Singapore          |
| Balestier Khalsa          | 4° in Singapore Premier League |
| DPMM                      | 7° in Singapore Premier League |
| Geylang International     | 5° in Singapore Premier League |
| Hougang Utd               | 6° in Singapore Premier League |
| Lion City Sailors         | 2° in Singapore Premier League |
| Tampines Rovers           | 3° in Singapore Premier League |
| Tanjong Pagar Utd         | 8° in Singapore Premier League |
| Young Lions               | 9° in Singapore Premier League |

## Classifica finale
|                      | Pos. | Squadra                   | Pt | G  | V  | N  | P  | GF | GS  | DR  |
| -------------------- | ---- | ------------------------- | -- | -- | -- | -- | -- | -- | --- | --- |
| Singapore (bandiera) | 1.   | Lion City Sailors         | 72 | 32 | 22 | 6  | 4  | 96 | 32  | +64 |
|                      | 2.   | Tampines Rovers           | 64 | 32 | 19 | 7  | 6  | 84 | 37  | +47 |
|                      | 3.   | Geylang International     | 54 | 32 | 15 | 9  | 8  | 97 | 64  | +33 |
|                      | 4.   | Balestier Khalsa          | 48 | 32 | 14 | 6  | 12 | 84 | 80  | +4  |
|                      | 5.   | DPMM                      | 44 | 32 | 12 | 8  | 12 | 54 | 61  | -7  |
|                      | 6.   | Albirex Niigata Singapore | 42 | 32 | 13 | 3  | 16 | 55 | 71  | -16 |
|                      | 7.   | Hougang Utd               | 31 | 32 | 7  | 10 | 15 | 61 | 76  | -15 |
|                      | 8.   | Young Lions               | 29 | 32 | 7  | 8  | 17 | 47 | 89  | -42 |
|                      | 9.   | Tanjong Pagar Utd         | 16 | 32 | 3  | 7  | 22 | 35 | 103 | -68 |

Legenda:
      Campione di Singapore e ammessa alla AFC Champions League Two 2025-2026
      Ammessa alla AFC Champions League Two 2025-2026
Note:
Tre punti per la vittoria, uno per il pareggio, zero per la sconfitta.